# Nikita Dmitrijewitsch Schleicher
Nikita Dmitrijewitsch Schleicher (russisch Никита Дмитриевич Шлейхер; * 10. Juni 1998 in Stawropol) ist ein russischer Wasserspringer.

## Karriere
Schleicher erreichte bei seinen ersten Weltmeisterschaften, 2015 in Kasan, den siebten Platz im Turmspringen.
Schleicher nahm bei den Olympischen Sommerspielen 2016 in Rio de Janeiro am Finale im Synchronspringen vom 10-m-Turm teil. Zusammen mit Wiktor Minibajew erreichte er dabei den siebten Platz.

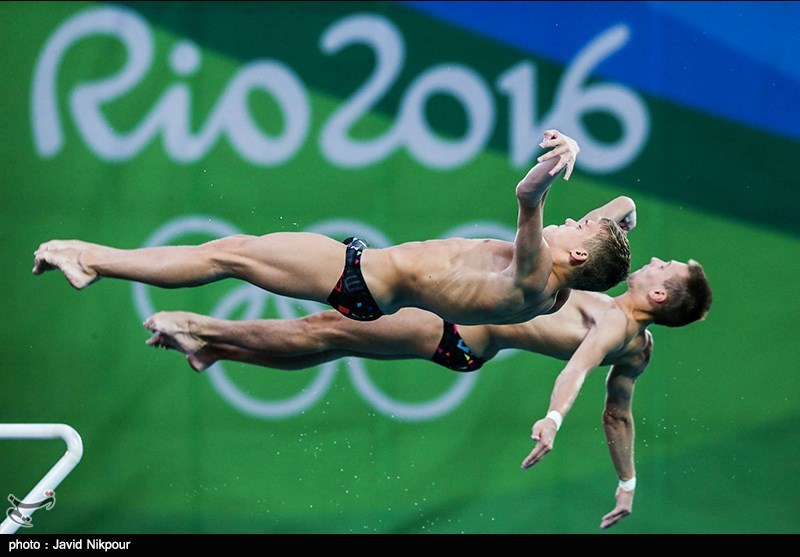
Schleicher und Minibajew bei den Olympischen Spielen 2016

Zum ersten Mal Europameister wurde Schleicher 2018 in Glasgow. Zusammen mit Julija Timoschinina gewann er dort das gemischte Synchronspringen vom 10-m-Turm.
Bei den Olympischen Sommerspielen 2020 in Tokio nahm Schleicher zusammen mit Jewgeni Kusnezow am Finale im Synchronspringen vom 3-m-Brett teil. In diesem wurden sie letzte, nachdem ein versuchter 4 ½ Vorwärtssalto im letzten Sprung misslang.